# 천리마동상

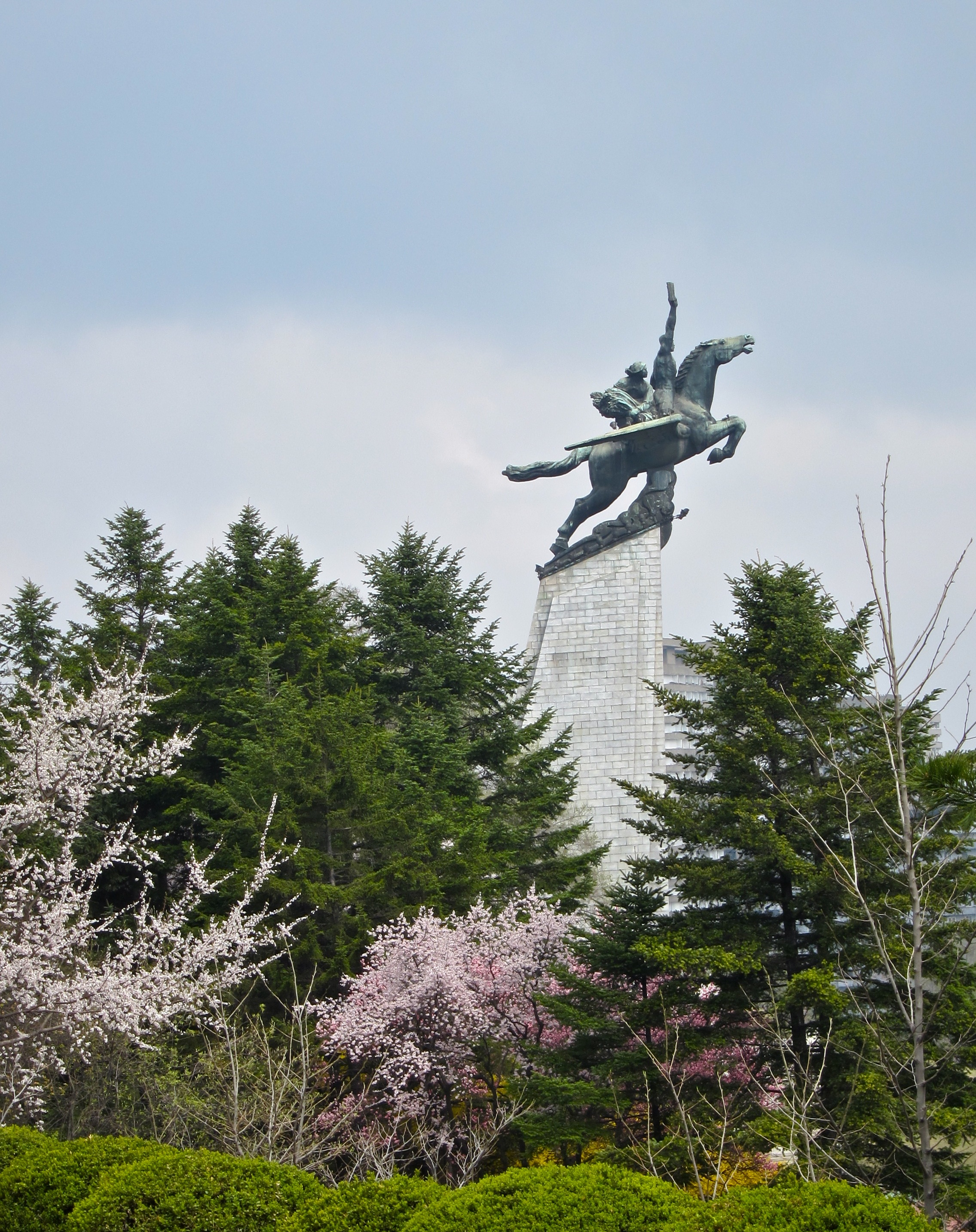
모란봉공원에 있는 천리마동상

천리마동상(千里馬銅像)은 조선민주주의인민공화국 평양직할시 모란봉구역 모란봉공원에 있는 조각상이다.
천리마동상은 1959년 조선미술가동맹 중앙위원회상무위원회 결정에 따라 조각분과 위원장으로 선출된 오성삼이 단장으로, 유진명, 한영식, 김정수, 이국전, 조규봉, 지청룡 등이 참여했다. '천리마'는 1959년 3월 9일 강선제철소의 한 작업반이 '천리마 작업반 운동'을 제안하여 시작된 '천리마 운동'을 형상화한 것으로, 1959년 12월 전원 회의를 통해 착수가 결정되었다.
천리마동상은 총 높이 14m, 총 길이 16m의 대형 기념비 조각으로 제작되어, 조선로동당 중앙위원회의 붉은 편지(높이 1.3m×1m)를 높이 치켜들고 있는 남자 노동자와 볏단을 안은 여자 농민이 날개를 펼친 천리마를 타고 승천하는 모습을 형상화했다. 받침대는 화강암 2,500개를 붙여 제작되었다. 한국 전쟁으로 폐허가 된 조선민주주의인민공화국을 복구하기 위해 노력하는 조선민주주의인민공화국 국민들의 영웅적 기상을 상징하는 작품이다. 이 동상은 4월 15일(김일성의 생일)에 제막하였다.
천리마동상은 소련에서 베라 무히나가 제작한 <노동자와 여성 콜호즈 대원>과 도상적으로 닮아 있다. 단장이었던 오성삼은 조선로동당으로부터 최고인민회의 상임위원회 부위원장인 한설야에게 노력훈장을 수여받았다.

## 같이 보기
- 사회주의적 사실주의
- 조선민주주의인민공화국의 문화
- 한국의 건축